# Institut Europeu de la Mediterrània
L'Institut Europeu de la Mediterrània (IEMed) fundat l'any 1989, és una entitat de caràcter consorciat integrada per la Generalitat de Catalunya, el Ministeri d'Afers Exteriors i Cooperació i l'Ajuntament de Barcelona. Incorpora la societat civil mitjançant el seu Alt Patronat i el seu Consell Assessor format per universitats, empreses, entitats i personalitats mediterrànies de reconegut prestigi.
Es va fundar l'any 1989 amb el nom d'Institut Català d'Estudis Mediterranis i el seu primer director va ser Baltasar Porcel, qui es mantindria en el càrrec fins a l'any 2000. L'any 1995 va canviar el seu nom a Institut Català de la Mediterrània d'Estudis i Cooperació. Entre 1989 i 1999 va ser l'ens encarregat d'atorgar el Premi Internacional Catalunya. El 2002 la institució fou refundada, amb el nom actual.
D'acord amb els objectius del Partenariat Euromediterrani, la Política Europea de Veïnatge i la Unió per la Mediterrània, la finalitat de l'IEMed és fomentar les actuacions i projectes que contribueixin al coneixement mutu, els intercanvis i la cooperació entre els diferents països, societats i cultures mediterrànies així com promoure la progressiva construcció a la Mediterrània d'un espai de pau i estabilitat, de prosperitat compartida i de diàleg entre cultures i civilitzacions.
Amb una clara vocació de think tank especialitzat en les relacions mediterrànies a partir d'un enfocament multidisciplinari i del treball en xarxa, l'IEMed fomenta l'anàlisi, el coneixement i la cooperació a través de l'organització de seminaris, projectes de recerca, debats, cicles de conferències i publicacions, juntament amb un ampli programa cultural.